# Трендафил Стойчев
Трендафил Стойчев е български спортист, състезател по вдигане на тежести. Състезава в категория до 82.5 кг. Световен шампион е от 1974 година. Сред отличията му има и два сребърни медала от световни първенства (1975, 1876). Два пъти е ставал вицешампион на Европа, а веднъж се е окичвал с бронзов медал (1974, 1975, 1976).
Сребърен медалист е от олимпиадата в Монреал през 1976 г.